# Urtica masafuerae
Urtica masafuerae är en nässelväxtart som beskrevs av Rodolfo Amando Philippi. Urtica masafuerae ingår i släktet nässlor, och familjen nässelväxter. Inga underarter finns listade i Catalogue of Life.